# Алеково (Великотирновська область)
Але́ково (болг. Алеково) — село у Великотирновській області Болгарії. Входить до складу общини Свиштов.

## Населення
За даними перепису населення 2011 року у селі проживали 625 осіб.
Національний склад населення села:
| Національність   | Кількість осіб | Відсоток |
| ---------------- | -------------- | -------- |
| болгари          | 474            | 79,3%    |
| цигани           | 76             | 12,7%    |
| турки            | 47             | 7,9%     |
| Всього відповіли | 598            |          |

Розподіл населення за віком у 2011 році:
Динаміка населення: